# Conozoa hyalina
Conozoa hyalina is een rechtvleugelig insect uit de familie veldsprinkhanen (Acrididae). De wetenschappelijke naam van deze soort is voor het eerst geldig gepubliceerd in 1901 door McNeill.
1. ↑  (en) Conozoa hyalina op de IUCN Red List of Threatened Species.